# Cowlairs Football Club
El Cowlairs Football Club fue un club de fútbol de Escocia, con sede en el área de Cowlairs, en Glasgow. Fue fundado en 1876 y desapareció en 1896.

## Historia
Fue fundado en el año 1876 en el distrito de Cowlairs del área de Glasgow por un grupo de constructores de Hyde Park y de empleados ferrocarrileros de Springburn durante el periodo en el que la industria ferroviaria estaba en crecimiento en Glasgow. El club fue miembro de la Federación de Glasgow como un equipo juvenil hasta que la categoría juvenil fue separada, por lo que entraron a la Copa de Escocia por primera vez en la temporada 1880/81 en donde fueron eliminados en la cuarta ronda.
En la temporada 1886/87 participar por primera vez en la Copa de Inglaterra cuando los equipos escoceses podían participar en ella, pero fueron eliminados en la primera ronda por otro equipo de Glasgow, el Rangers FC. En 1890 fueron uno de los equipos fundadores de la Liga Premier de Escocia en donde terminaron en último lugar entre 10 equipos.
Luego el club no fue admitido en la liga al perder la votación contra el Leith Athletic FC, pero participó en la Copa de Escocia en 1892 donde fue eliminado en los cuartos de final por el Celtic FC. En la temporada 1892/93 entra a la Scottish Football Alliance donde logran el título en su primer año, y luego de fallar en ingresar a la Liga Premier de Escocia ingresan a la Primera División de Escocia y pierden la final de la Copa de Glasgow de 1894 ante el Rangers FC.
El club termina en segundo lugar de la primera división pero no logra el ascenso a la liga premier, y más adelante iniciaron los problemas económicos y administrativos en el club, lo que lo llevaron a terminar en último lugar de la primera división en la temporada de 1895/96 y fue expulsado de la liga, desapareciendo en 1896.

## Palmarés

### Torneos locales
- Scottish Alliance League (1): 1892-93
- Glasgow North Eastern Cup (5): 1883, 1884, 1886, 1887, 1888, 1889
- Glasgow Exhibition Cup (1) 1888[2]